# Шаинян, Карен Багратович
Каре́н Багра́тович Шаиня́н (род. 1 июля 1981, Иркутск, СССР) — российский журналист и видеоблогер. Соавтор проекта «1968.Digital», ведущий YouTube-шоу «Straight Talk With Gay People».

## Биография
Родился 1 июля 1981 года в Иркутске. Вырос там же, в Академгородке. Отучился два года на биологическом факультете Иркутского государственного университета, после чего уехал в Москву. В 2005 году окончил Российский государственный медицинский университет по специальности «биохимия». В 2007 году уехал в США на обучение в магистратуре университета Миссисипи по специальности «журналист», которое успешно окончил через полтора года и вернулся в Москву.
Во время учёбы в РГМУ начал писать заметки для издания «Коммерсантъ Деньги», к 2005 году стал старшим корреспондентом журнала. После возвращения из США работал заместителем и главным редактором сайта «Живи!», а также вёл медицинскую рубрику в журнале «Сноб». В 2012 году вёл раздел естественных наук в журнале «Вокруг света». С 2012 по май 2013 года работал специальным корреспондентом на радио «Свобода».
В 2013—2015 годах работал в издании Slon.ru: сначала старшим корреспондентом, затем шеф-редактором (заместителем главного редактора). Там он занимался расследованиями и вёл проект Health Kitchen, рассказывающий про доказательную медицину и разоблачающий мифы о здоровье и медицине. В 2016—2017 годах работал директором по маркетингу в издательстве «Альпина Паблишер». Там познакомился с Михаилом Зыгарем, редактировал его бестселлеры «Вся кремлёвская рать» и «Империя должна умереть».
Вместе с Михаилом Зыгарем и Тимуром Бекмамбетовым основали студию «История будущего». Шаинян был генеральным директором проекта «1917. Свободная история», директором проекта «1968.Digital» и одним из создателей «Мобильного художественного театра».

### «Straight Talk With Gay People»
В январе 2020 года Шаинян создал YouTube-канал «Straight Talk With Gay People» (название может переводиться как «Открытый разговор с весёлыми людьми» или «Гетеросексуальный разговор с гомосексуальными людьми»), на котором публикует интервью с известными людьми, являющимися представителями ЛГБТ-сообщества.
Среди гостей — писатель Майкл Каннингем, политик и актриса Синтия Никсон, актёр Один Байрон, актёр и икона стиля Билли Портер, теннисистка Мартина Навратилова. Отличием от других передач про ЛГБТ является то, что обычно с их героями говорят только из-за их принадлежности к ЛГБТ, а Шаинян в первую очередь обсуждает деятельность, в которой человек достиг успеха, и лишь потом — его сексуальную ориентацию.
Также на канале выходят документальные фильмы о проблемах ЛГБТ-сообщества России. В ноябре 2020 года вышел круглый стол с Владимиром Познером и трансгендерными людьми.
В 2022 году, через неделю после начала вторжения России в Украину Шаинян уехал из России.
15 апреля 2022 года Минюст России внёс Шаиняна в реестр СМИ — «иностранных агентов».
В июле 2023 года внесён в перечень организаций и физических лиц, в отношении которых имеются сведения об их причастности к экстремистской деятельности или терроризму Росфинмониторинга. Причины включения в список не уточняются. Согласно данным реестра, на журналиста заведено дело по экстремистской статье.

## Личная жизнь
Шаинян — открытый гей. У него есть сыновья Лука (род. 2011) и Марк (род. 2018), старший сын живёт с матерью в Киеве.

## Оценки деятельности
Фотокуратор и редактор Анна Шпакова отмечает, что люди открываются Шаиняну, потому что он «создаёт для вас безопасную среду, ему действительно не всё равно, без притворства».
Шаиняна критикуют за то, что он берёт интервью у известных людей, показывая их благополучную жизнь, которая отличается от жизни среднестатических представителей российского ЛГБТ-сообщества. В ответ Шаинян говорит, что его цель — «показать, что жизнь ЛГБТ-людей бывает разной. В серии про Чечню мы говорим о насилии, в серии о клубах — про веселье».

## Награды
- Премия «Johnnie Walker года 2019» от версии журнала GQ совместно с Михаилом Зыгарем и Тимуром Бекмамбетовым за проект «1968.Digital»[12]